# Canthydrus diophthalmus
Canthydrus diophthalmus is een keversoort uit de familie diksprietwaterkevers (Noteridae). De wetenschappelijke naam van de soort werd in 1855 gepubliceerd door Louis Jérôme Reiche & Saulcy.